# Nick Mangold
Nick Mangold (nacido el 13 de enero de 1984 en Centerville, Ohio) es un exjugador de fútbol americano que ocupó la posición de center con los New York Jets de la National Football League (NFL). Fue seleccionado en la primera ronda (29 global) en el Draft de la NFL de 2006. Jugó fútbol americano colegial en la Universidad Estatal de Ohio. Es ampliamente considerado como uno de los mejores center de la NFL.

## Carrera universitaria
Asistió a la Universidad Estatal de Ohio, donde fue titular por años, tomando el relevo del lesionado Alex Stepanovich en su segundo año, y fue seleccionado al equipo All-Big Ten en sus temporadas de junior y sénior.

### Draft del 2006 de la NFL
Después de una "tremenda actuación" en el Senior Bowl, Mangold fue ampliamente considerado como el mejor centro disponible en el Draft de la NFL de 2006, antes del ganador de los trofeos Outland y Rimington del 2005, Greg Eslinger.  Fue seleccionado en la primera ronda (29 global) por los New York Jets, que habían utilizado la selección No. 1 en el tackle ofensivo D'Brickashaw Ferguson en un esfuerzo por reconstruir su línea ofensiva. Esto marcó la primera instancia en la que un equipo selecciona dos linieros ofensivos en la primera ronda tras el draft de 1975, cuando Los Angeles Rams seleccionaron a Dennis Harrah y Francia Doug. Mangold fue el único center seleccionado en la primera ronda del Draft del 2006 de la NFL, y la selección más alta entre los center de los Buckeyes desde que Gordon Appleby fuera seleccionado 26to en general en 1945.

## New York Jets
Reemplazando a Kevin Mawae como center, Mangold tuvo una buena temporada de novato, permitiendo solo 0,5 capturas, solo recibió tres sanciones e hizo todas las llamadas de línea.
Mangold fue seleccionado al Pro Bowl siete ocasiones, y fue parte de una línea ofensiva de jugadores que iniciaron como titulares 32 partidos, la racha más larga de la NFL, considerada como una de las mejores de la liga en cuanto a bloqueo. En 2010, Mangold quería reestructurar su contrato con el equipo, sin embargo, las negociaciones del contrato fueron decepcionantes. El 24 de agosto de 2010, Mangold firmó un contrato de 7 años y $55 millones de dólares con $22.5 millones garantizados. Al firmar este contrato, Mangold se convirtió en el centro mejor pagado de la NFL.
El 25 de febrero de 2017, Mangold fue liberado por los Jets luego de 11 años con el equipo.
El 17 de abril de 2018, Mangold anunció su retiro como jugador luego de no jugar durante el 2017.